# Dicraeopetalum mahafaliensis
Dicraeopetalum mahafaliensis é uma espécie vegetal da família Fabaceae.
Apenas pode ser encontrada no seguinte país: Madagáscar.